# Luigi Passerini
 (mars 2015).
Pour les articles homonymes, voir Passerini.
Luigi Passerini Orsini de’ Rilli (Florence, 31 octobre 1816 -  Florence, 13 janvier 1877), comte palatin, est un historien, personnalité politique et généalogiste italien actif au XIXe siècle.

## Biographie
Luigi Passerini se consacre dès son plus jeune âge à l'étude de l'histoire et à la généalogie. Il joue aussi un rôle actif en politique en participant à la guerre d’indépendance de 1848 avec un groupe de 500 toscans.
En 1861, il est élu député dans le premier Parlement d'Italie, charge qu'il exerce pendant trois ans. Le gouvernement le nomme Directeur de la Bibliothèque Nationale de Florence (1871-1874) à laquelle il laisse ses livres et manuscrits.
Sa collaboration à la rédaction de « La Storia delle famiglie celebri italiane » débute en 1839, grâce au comte Pompeo Litta. À partir de 1845, il occupe divers postes à la Direction centrale des Archives toscanes. En 1856 il est l'un des directeurs archivistes aux Archives de Florence. Membre de la Consulta araldica et de la regia Deputazione di storia patria, il collabore avec l'Archive historique italien et le Journal historique des archives toscans. En tant qu'historien, il étudie l'histoire médiévale florentine et est l'auteur de nombreuses généalogies sur les familles florentines. Il a aussi commencé la rédaction d'une édition critique sur les œuvres de Nicolas Machiavel.
Pendant huit ans, il combat une longue maladie à laquelle il succombe le 13 janvier 1877.

## Publications
- (it) Ademollo, Agostino, Marietta de’Ricci ovvero Firenze al tempo dell’assedio, seconde édition avec corrections et ajouts, Florence, Stabilimento Chiari, 1845
- (it) Necrologia di Pompeo Litta, Florence, M. Cellini e C., 1853 ;
- (it) Storia degli stabilimenti di beneficenza e d’istruzione elementare gratuita della città di Firenze, Florence, Le Monnier, 1853 ;
- (it) Degli Orti Oricellarj, memorie storiche, Florence, M. Cellini, 1854 ;
- (it) Genealogia e storia della famiglia Corsini, Florence, M. Cellini, 1858;
- (it) Genealogia e storia della famiglia Panciatichi, Florence, M. Cellini, 1858 ;
- (it) Genealogia e storia della famiglia Rucellai, Florence, M. Cellini e C.[année=1861 ;
- (it) Genealogia e storia della famiglia Ricasoli, Florence, M. Cellini, 1861 ;
- (it) Le armi dei municipi toscani, Florence, Tipografia di E. Ducci, 1864;
- (it) Gli Alberti di Firenze, genealogia, storia e documenti, Florence, M. Cellini e C., 1869 ;
- (it) Genealogia e storia della famiglia Niccolini, Florence, M. Cellini, 1870 ;
- (it) Genealogia e storia della famiglia Altoviti, Florence, M. Cellini e C., 1871 ;
- (it) Cenni storico-bibliografici della Real Biblioteca Nazionale di Firenze, Florence, M. Cellini e C., 1872 ;
- (it) Famiglie celebri italiane, Milan, Francesco Basadonna, 1873 ;
- (it) Storia e genealogia delle famiglie Passerini e De’ Rilli, Florence, M. Cellini, 1874 ;
- (it) La bibliografia di Michelangelo Buonarroti e gli incisori delle sue opere, Florence, M. Cellini, 1875 ;
- (it) Curiosità storico-artistiche fiorentine, Florence, Jouhaud, 1875 ;
- (it) I sigilli del Comune di Pisa, Pise, Nistri, 1878 ;
- (it) Il Quarantotto in Toscana, diario inedito del conte Luigi Passerini de’ Rilli, a cura di F. Martini, Florence, R. Bemporad & Figlio, 1918; Seconde édition, Florence, Marzocco, 1948 ;
- (it) Gli stemmi dei comuni toscani al 1860, Florence, Polistampa – Giunta regionale toscana, 1991.